# Past life (canción)
«Past Life»—en español: Vida pasada— es una canción grabada por el cantante estadounidense Trevor Daniel. Fue escrita por Daniel, FINNEAS, Caroline Pennell, Jay Stolar, Mich Cougin, Sean Myer y Selena Gomez, con la producción manejada por FINNEAS y Sean Myer. La canción fue lanzada por Alamo Records & Interscope Records el 6 de marzo de 2020, como sencillo para su álbum Nicotine. El 26 de junio de 2020 se lanzó un remix oficial con la cantante estadounidense Selena Gomez. Idolator lo describe como una canción pegadiza y suena como un éxito.

## Composición
Past Life ha sido descrita como una balada R&B, rock and trap.
Después de algunas especulaciones sobre una posible colaboración entre Selena Gomez y Daniel, este último reveló el 23 de junio de 2020 que una versión remix hecha con el cantante se publicaría el viernes siguiente.

## Vídeo musical
La grabación de una actuación en vivo celebrada en Los Ángeles, se publicó como un video musical. Este video se incluyó en el DVD de la colección Soundtrack '96 -'06. Y se estrenó el 26 de junio de 2020 a cargo del sello discográfico Interscope Records.
Al momento de su lanzamiento, la canción apareció en la red de transmisión de medios de Spotify, logrando obtener más de 54,000 reproducciones.
El video oficial de la canción fue lanzado el 26 de junio de 2020, subido al canal de YouTube de la compañía discográfica Daniel.

## Rendimiento comercial
La canción funcionó bien en las listas de todo el mundo y fue la canción más escuchada del verano de 2020 en Estados Unidos.

## Listado de pista
Descarga digital
1. Past Life - 3:01

Descarga digital
1. Past life (con Selena Gomez )

## Historial de lanzamiento
| Region  | Date               | Format                         | Label(s)             | Ref. |
| ------- | ------------------ | ------------------------------ | -------------------- | ---- |
| Various | 6 de marzo de 2020 | - Digital download - streaming | - Alamo - Interscope |      |

### Posicionamiento en listas
| Región        | Fecha               | Formato                        | Label(s)             | Ref.   |
| ------------- | ------------------- | ------------------------------ | -------------------- | ------ |
| Various       | 26 de junio de 2020 | - Digital download - streaming | - Alamo - Interscope | [ 8 ]  |
| Australia     | 26 de junio de 2020 | Contemporary hit radio         | Universal Music      | [ 9 ]  |
| United States | 14 de julio de 2020 | Contemporary hit radio         | Interscope           | [ 10 ] |